# Andrés Molteni
Andrés Molteni (prononcé : [molˈteːni]), né le 15 mars 1988 à Buenos Aires, est un joueur de tennis professionnel argentin.

## Carrière tennistique
En 2016, il atteint pour la première fois la finale d'un tournoi ATP en double avec Diego Schwartzman en mai à Istanbul. Quelques mois plus tard, il remporte le tournoi d'Atlanta avec Horacio Zeballos.
Évoluant tout d'abord sur le circuit Challenger, il y a remporté 1 titre en simple à Salinas et 21 en double.
Il a remporté 18 titres en double sur le circuit principal.
Ses cinq titres de l'année 2023 lui permettent de monter à la 7e place du classement ATP et de participer au Masters de fin d'année.

## Palmarès

### Titres en double messieurs
| No | Date       | Nom et lieu du tournoi                 | Catégorie    | Dotation    | Surface      | Partenaire        | Finalistes                             | Score             |          |
| -- | ---------- | -------------------------------------- | ------------ | ----------- | ------------ | ----------------- | -------------------------------------- | ----------------- | -------- |
| 1  | 01-08-2016 | BB&T Atlanta Open Atlanta              | ATP 250      | 618 030 $   | Dur (ext.)   | Horacio Zeballos  | Johan Brunström Andreas Siljeström     | 7-62, 6-4         | Parcours |
| 2  | 21-05-2017 | Open Parc Auvergne-Rhône-Alpes Lyon    | ATP 250      | 482 060 €   | Terre (ext.) | Adil Shamasdin    | Marcus Daniell Marcelo Demoliner       | 6-3, 3-6, [10-5]  | Parcours |
| 3  | 17-07-2017 | Plava Laguna Croatia Open Umag Umag    | ATP 250      | 482 060 €   | Terre (ext.) | Guillermo Durán   | Marin Draganja Tomislav Draganja       | 6-3, 64-7, [10-6] | Parcours |
| 4  | 12-02-2018 | Argentina Open Buenos Aires            | ATP 250      | 568 190 $   | Terre (ext.) | Horacio Zeballos  | Juan Sebastián Cabal Robert Farah      | 6-3, 5-7, [10-3]  | Parcours |
| 5  | 30-07-2018 | Generali Open Kitzbühel                | ATP 250      | 501 345 €   | Terre (ext.) | Roman Jebavý      | Daniele Bracciali Federico Delbonis    | 6-2, 6-4          | Parcours |
| 6  | 04-02-2019 | Córdoba Open Córdoba                   | ATP 250      | 527 880 $   | Terre (ext.) | Roman Jebavý      | Máximo González Horacio Zeballos       | 6-4, 7-64         | Parcours |
| 7  | 20-09-2021 | Astana Open Noursoultan                | ATP 250      | 480 000 $   | Dur (int.)   | Santiago González | Jonathan Erlich Andrei Vasilevski      | 6-1, 6-2          | Parcours |
| 8  | 07-11-2021 | Stockholm Open Stockholm               | ATP 250      | 635 750 €   | Dur (int.)   | Santiago González | Aisam-Ul-Haq Qureshi Jean-Julien Rojer | 6-2, 6-2          | Parcours |
| 9  | 31-01-2022 | Córdoba Open Córdoba                   | ATP 250      | 430 530 $   | Terre (ext.) | Santiago González | Andrej Martin Tristan-Samuel Weissborn | 7-5, 6-3          | Parcours |
| 10 | 07-02-2022 | Argentina Open Buenos Aires            | ATP 250      | 602 250 $   | Terre (ext.) | Santiago González | Fabio Fognini Horacio Zeballos         | 6-1, 6-1          | Parcours |
| 11 | 10-10-2022 | Gijon Open Gijón                       | ATP 250      | 612 000 €   | Dur (int.)   | Máximo González   | Nathaniel Lammons Jackson Withrow      | 6-7, 7-64, [10-5] | Parcours |
| 12 | 06-02-2023 | Cordoba Open Córdoba                   | ATP 250      | 642 735 $   | Terre (ext.) | Máximo González   | Sadio Doumbia Fabien Reboul            | 6-4, 6-4          | Parcours |
| 13 | 20-02-2023 | Rio Open by Claro Rio de Janeiro       | ATP 500      | 2 013 940 $ | Terre (ext.) | Máximo González   | Juan Sebastián Cabal Marcelo Melo      | 6-1, 7-63         | Parcours |
| 14 | 17-04-2023 | Barcelona Open Banc Sabadell Barcelone | ATP 500      | 2 722 480 € | Terre (ext.) | Máximo González   | Wesley Koolhof Neal Skupski            | 6-3, 68-7, [10-4] | Parcours |
| 15 | 31-07-2023 | Mubadala Citi DC Open Washington       | ATP 500      | 2 013 940 $ | Dur (ext.)   | Máximo González   | Mackenzie McDonald Ben Shelton         | 46-7, 6-2, [10-6] | Parcours |
| 16 | 14-08-2023 | Western & Southern Open Cincinnati     | Masters 1000 | 6 600 000 $ | Dur (ext.)   | Máximo González   | Jamie Murray Michael Venus             | 3-6, 6-1, [11-9]  | Parcours |
| 17 | 05-02-2024 | Cordoba Open Córdoba                   | ATP 250      | 562 345 $   | Terre (ext.) | Máximo González   | Sadio Doumbia Fabien Reboul            | 6-4, 6-1          | Parcours |
| 18 | 15-04-2024 | Barcelona Open Banc Sabadell Barcelone | ATP 500      | 2 782 960 € | Terre (ext.) | Máximo González   | Hugo Nys Jan Zieliński                 | 4-6, 6-4, [11-9]  | Parcours |

### Finales en double messieurs
| No | Date       | Nom et lieu du tournoi                 | Catégorie    | Dotation    | Surface      | Vainqueurs                                     | Partenaire        | Score             |          |
| -- | ---------- | -------------------------------------- | ------------ | ----------- | ------------ | ---------------------------------------------- | ----------------- | ----------------- | -------- |
| 1  | 25-04-2016 | TEB BNP Paribas Istanbul Open Istanbul | ATP 250      | 426 530 €   | Terre (ext.) | Flavio Cipolla Dudi Sela                       | Diego Schwartzman | 6-3, 5-7, [10-7]  | Parcours |
| 2  | 23-04-2018 | Gazprom Hungarian Open Budapest        | ATP 250      | 501 345 €   | Terre (ext.) | Dominic Inglot Franko Škugor                   | Matwé Middelkoop  | 68-7, 6-1, [10-8] | Parcours |
| 3  | 14-10-2019 | VTB Kremlin Cup Moscou                 | ATP 250      | 840 130 $   | Dur (int.)   | Marcelo Demoliner Matwé Middelkoop             | Simone Bolelli    | 6-1, 6-2          | Parcours |
| 4  | 03-02-2020 | Córdoba Open Córdoba                   | ATP 250      | 546 355 $   | Terre (ext.) | Marcelo Demoliner Matwé Middelkoop             | Leonardo Mayer    | 6-3, 7-64         | Parcours |
| 5  | 05-04-2021 | Cagliari Open Cagliari                 | ATP 250      | 408 800 €   | Terre (ext.) | Lorenzo Sonego Andrea Vavassori                | Simone Bolelli    | 6-3, 6-4          | Parcours |
| 6  | 26-09-2022 | Tel Aviv Watergen Open Tel Aviv        | ATP 250      | 949 475 $   | Dur (int.)   | Rohan Bopanna Matwé Middelkoop                 | Santiago González | 6-2, 6-4          | Parcours |
| 7  | 24-10-2022 | Erste Bank Open Vienne                 | ATP 500      | 2 349 180 € | Dur (int.)   | Alexander Erler Lucas Miedler                  | Santiago González | 6-3, 7-61         | Parcours |
| 8  | 02-10-2024 | Rolex Shanghai Masters Shanghai        | Masters 1000 | 8 995 555 $ | Dur (ext.)   | Wesley Koolhof Nikola Mektić                   | Máximo González   | 6-4, 6-4          | Parcours |
| 9  | 24-02-2025 | Movistar Chile Open Santiago           | ATP 250      | 680 140 $   | Terre (ext.) | Nicolás Barrientos Rithvik Choudary Bollipalli | Máximo González   | 6-3, 6-2          | Parcours |
| 10 | 18-05-2025 | Hamburg Open Hambourg                  | ATP 500      | 2 158 560 € | Terre (ext.) | Simone Bolelli Andrea Vavassori                | Fernando Romboli  | 6-4, 6-0          | Parcours |

## Parcours dans les tournois duGrand Chelem

### En simple
N'a jamais participé à un tableau final.

### En double messieurs
| 2016 | —                                                                                               | —                                                                                          | 2e tour (1/16) F. Delbonis \|\| style="text-align:left;" \| F. López Marc López           | 1er tour (1/32) J. Peralta \|\| style="text-align:left;" \| D. Brown J.-L. Struff       | 2e tour (1/16) D. Schwartzman \|\| style="text-align:left;" \| D. Marrero F. Verdasco |   |
| 2017 | 1er tour (1/32) D. Schwartzman \|\| style="text-align:left;" \| Daniel Nestor É. Roger-Vasselin | 1/8 de finale A. Shamasdin \|\| style="text-align:left;" \| Julio Peralta H. Zeballos      | 1er tour (1/32) G. Durán \|\| style="text-align:left;" \| Sam Groth R. Lindstedt          | 1er tour (1/32) A. Shamasdin \|\| style="text-align:left;" \| J. Millman Ken Skupski    |                                                                                       |   |
| 2018 | 1er tour (1/32) G. Durán \|\| style="text-align:left;" \| J.-J. Rojer Horia Tecău               | 1er tour (1/32) G. Durán \|\| style="text-align:left;" \| F. López Marc López              | 2e tour (1/16) Roman Jebavý \|\| style="text-align:left;" \| J. S. Cabal Robert Farah     | 1/8 de finale Roman Jebavý \|\| style="text-align:left;" \| M. González Nicolás Jarry   |                                                                                       |   |
| 2019 | 1er tour (1/32) Roman Jebavý \|\| style="text-align:left;" \| Jamie Murray Bruno Soares         | 1er tour (1/32) Roman Jebavý \|\| style="text-align:left;" \| M. Middelkoop Tim Pütz       | 1er tour (1/32) F. Delbonis \|\| style="text-align:left;" \| Alex De Minaur Matt Reid     | 1er tour (1/32) Igor Zelenay \|\| style="text-align:left;" \| Leonardo Mayer João Sousa |                                                                                       |   |
| 2020 | 1/8 de finale Hugo Nys \|\| style="text-align:left;" \| Max Purcell Luke Saville                | 2e tour (1/16) Hugo Nys \|\| style="text-align:left;" \| Mate Pavić Bruno Soares           | Annulé                                                                                    | Annulé                                                                                  | —                                                                                     | — |
| 2021 | 1er tour (1/32) Hugo Nys \|\| style="text-align:left;" \| Radu Albot Daniel Evans               | 1er tour (1/32) Frederik Nielsen \|\| style="text-align:left;" \| Ivan Dodig Filip Polášek | 1er tour (1/32) A. Vavassori \|\| style="text-align:left;" \| Raven Klaasen Ben McLachlan | 1/8 de finale S. González \|\| style="text-align:left;" \| Kevin Krawietz Horia Tecău   |                                                                                       |   |
| 2022 | 1er tour (1/32) S. González \|\| style="text-align:left;" \| K. Krawietz A. Mies                | 1er tour (1/32) S. González \|\| style="text-align:left;" \| R. Matos D. Vega              | 1/8 de finale S. González \|\| style="text-align:left;" \| D. Kudla J. Sock               | 1er tour (1/32) S. González \|\| style="text-align:left;" \| M. Ebden M. Purcell        |                                                                                       |   |
| 2023 | 1er tour (1/32) M. González \|\| style="text-align:left;" \| Nikola Mektić Mate Pavić           | 1/4 de finale M. González \|\| style="text-align:left;" \| S. Gillé Joran Vliegen          | 2e tour (1/16) M. González \|\| style="text-align:left;" \| M. Purcell J. Thompson        | 1/4 de finale M. González \|\| style="text-align:left;" \| Rajeev Ram J. Salisbury      |                                                                                       |   |
| 2024 | 1/4 de finale M. González \|\| style="text-align:left;" \| R. Bopanna M. Ebden                  | 1/8 de finale M. González \|\| style="text-align:left;" \| T. Macháč Zhang Z.              | 1/4 de finale M. González \|\| style="text-align:left;" \| M. Purcell J. Thompson         | 1/4 de finale M. González \|\| style="text-align:left;" \| K. Krawietz T. Pütz          |                                                                                       |   |

N.B. : le nom du partenaire se trouve sous le résultat ; les noms des ultimes adversaires se trouvent à droite.

### En double mixte
| Année | Open d'Australie                                                                  | Open d'Australie                                                                            | Internationaux de France                                                              | Internationaux de France                                                          | Wimbledon                                                                                       | Wimbledon                 | US Open                     | US Open                 |
| ----- | --------------------------------------------------------------------------------- | ------------------------------------------------------------------------------------------- | ------------------------------------------------------------------------------------- | --------------------------------------------------------------------------------- | ----------------------------------------------------------------------------------------------- | ------------------------- | --------------------------- | ----------------------- |
| 2017  | —                                                                                 | —                                                                                           | —                                                                                     | —                                                                                 | 1er tour (1/32) X. Knoll                                                                        | K. Flipkens P. Petzschner | 1er tour (1/16) R. Voráčová | K. Peschke M. Demoliner |
| 2018  | —                                                                                 | —                                                                                           | —                                                                                     | —                                                                                 | 1er tour (1/32) M. Ninomiya \|\| style="text-align:left;" \| A. Parra Santonja A.-U.-H. Qureshi | —                         | —                           |                         |
| 2019  | —                                                                                 | —                                                                                           | —                                                                                     | —                                                                                 | 2e tour (1/16) M. Ninomiya \|\| style="text-align:left;" \| J. Ostapenko R. Lindstedt           | —                         | —                           |                         |
|       |                                                                                   |                                                                                             |                                                                                       |                                                                                   |                                                                                                 |                           |                             |                         |
| 2023  | —                                                                                 | —                                                                                           | 1er tour (1/16) V. Zvonareva \|\| style="text-align:left;" \| M. Kostyuk M. Arévalo   | 1er tour (1/16) Y. Sizikova \|\| style="text-align:left;" \| A. Danilina N. Mahut | 1er tour (1/16) A. Guarachi \|\| style="text-align:left;" \| X. Yifan J. Vliegen                |                           |                             |                         |
| 2024  | 1er tour (1/16) A. Danilina \|\| style="text-align:left;" \| J. Fourlis A. Harris | 1er tour (1/16) C. Bucșa \|\| style="text-align:left;" \| L. Kichenok Mate Pavić            | 1/8 de finale A. Muhammad \|\| style="text-align:left;" \| Giuliana Olmos S. González | 1er tour (1/16) A. Muhammad \|\| style="text-align:left;" \| T. Townsend D. Young |                                                                                                 |                           |                             |                         |
| 2025  | 1/4 de finale A. Muhammad \|\| style="text-align:left;" \| E. Routliffe M. Venus  | 1er tour (1/16) A. Muhammad \|\| style="text-align:left;" \| L. Siegemund É. Roger-Vasselin | 2e tour (1/8) A. Muhammad \|\| style="text-align:left;" \| L. Stefani J. Salisbury    | —                                                                                 | —                                                                                               |                           |                             |                         |

N.B. : le nom de la partenaire se trouve sous le résultat ; les noms des ultimes adversaires se trouvent à droite.

## Participation auMasters

### En double
| Année | Ville | Surface    | Partenaire      | Résultats | Résultat final    |
| ----- | ----- | ---------- | --------------- | --------- | ----------------- |
| 2023  | Turin | Dur (int.) | Máximo González | 0v, 3d    | Éliminé en poules |

## Parcours enCoupe Davis
| #                                                             | Date          | Lieu   | Surface    | Gagnant(s)                            | Perdant(s)                     | Score              |          |
|                                                               |               |        |            |                                       |                                |                    |          |
| 2017 - play-off (groupe mondial) - Kazakhstan - Argentine 3:1 |               |        |            |                                       |                                |                    |          |
| 1                                                             | 15-17/09/2017 | Astana | Dur (int.) | Timur Khabibulin Aleksandr Nedovyesov | Máximo González Andrés Molteni | 5-7, 6-4, 7-5, 6-4 | Parcours |

## Classements ATP en fin de saison
| Année          | 2005 | 2006 | 2007 | 2008 | 2009 | 2010 | 2011 | 2012 | 2013 | 2014 | 2015 | 2016 | 2017 | 2018 | 2019 | 2020 | 2021 | 2022 | 2023 |
| Rang en simple | 1048 | 618  | 639  | 581  | 388  | 264  | 210  | 330  | 279  | 255  | 523  | 707  | 1173 | –    | –    | –    | –    | –    | –    |
| Rang en double | 1099 | 737  | 616  | 623  | 283  | 226  | 168  | 188  | 160  | 171  | 80   | 55   | 48   | 48   | 59   | 65   | 46   | 38   | 13   |

Source : (en) Classements de Andrés Molteni sur le site officiel de la Fédération internationale de tennis